# Cryptochironomus kiefferianus
Cryptochironomus kiefferianus är en tvåvingeart som först beskrevs av Maurice Emile Marie Goetghebuer och Lenz 1937.  Cryptochironomus kiefferianus ingår i släktet Cryptochironomus och familjen fjädermyggor. Inga underarter finns listade i Catalogue of Life.